# Struktur (matematik)

En schematisk bild som visar flertal strukturer.

Inom matematiken har begreppet struktur fått en speciell ställning; den moderna matematiken uppfattas ibland just som läran om strukturer på mängder. Här kan strukturen ses som det samband som finns mellan elementen i en mängd. 
Genom att låta en eller flera binära operationer verka på en mängd i kombination med ett antal matematiska grundantaganden, så kallade axiom, kan en algebraisk struktur bildas. Exempel på sådan strukturer är grupper, ringar och kroppar. Ett topologiskt rum har sin struktur som en följd av att vissa delmängder betecknas som öppna. Många viktiga mängder, till exempel talområdena äger både algebraisk och topologisk struktur.

## Algebraiska strukturer

### Strukturer med en inre operation: grupper och liknande
De fundamentala algebraiska strukturerna äger en eller två binära operationer som betecknas som "inre", det vill säga de är slutna under dessa operationer. Klassificeringen av dessa strukturer baserar sig på vilka av följande gruppaxiom som gäller beträffande {\displaystyle \circ } i mängden M. {\displaystyle \in } är symbolen för elementrelation.
(E) Existens och entydighet (även slutenhet): {\displaystyle \forall a,b\in M:a\circ b\in M}.
(A) Associativa lagen: {\displaystyle a,b,c\in M:(a\circ b)\circ c=a\circ (b\circ c)}.
(N) Existensen av neutralt element: {\displaystyle \exists e\in M:\forall a\in M:a\circ e=e\circ a=a}.
(I) Existensen av inverst element: {\displaystyle \forall a\in M:\exists a^{-1}\in M:a\circ a^{-1}=a^{-1}\circ a=e}.
(K) Kommutativa lagen: {\displaystyle \forall a,b\in M:a\circ b=b\circ a}.
Följande strukturer med en binär operation generaliserar eller specialiserar det grundläggande begreppet grupp:
- Magma (eller gruppoid): axiom E: En mängd som är sluten under en binär operation.

- Semigrupp: axiom EA: En magma för vilken associativa lagen gäller. Exempel: {\displaystyle (\mathbb {N} \setminus \lbrace 0\rbrace ,+)}.

- Monoid: axiom EAN: En semigrupp med ett neutralt element e. Exempel: {\displaystyle (\mathbb {N} ,+)} med e = 0.

- Grupp: axiom EANI: En monoid, i vilken det till varje element finns ett inverst element. Grupper infördes i början av 1800-talet för att beskriva symmetrier och har visat sig vara fundamentala för uppbyggnaden av en enhetlig algebra. Exempel på talområden som bildar grupper: {\displaystyle (\mathbb {Z} ,+)}, {\displaystyle (\mathbb {Q} \setminus \lbrace 0\rbrace ,\cdot )}. Exempel på transformationsgrupper som beskriver symmetrier: punktgrupperna för att beskriva molekylsymmetrier, den symmetriska gruppen för att beskriva permutationer, Liegrupperna för att beskriva kontinuerliga symmetrier. Se vidare gruppteori.

- Abelsk grupp (eller kommutativ grupp): axiom EANIK: En grupp med kommutativ operation.

### Strukturer med två inre operationer: ringar, kroppar och liknande.
Följande strukturer är slutna under två operationer, som vanligtvis beskrivs som addition och multiplikation. Dessa strukturer är abstraherade från talområdena (till exempel Z, Q, R). För additionen och multiplikationen gäller något eller några av följande axiom:
(I*) Existensen av inversa element vid multiplikation, utom för additionens neutrala element. Formellt: Till varje a ur M\{0} finns det ett a−1 ur M, för vilken det gäller: a•a−1 = a−1•a = e.
(Dv) Vänster-distributiva lagen: För a, b, c ur M gäller det: a•(b + c) = a•b + a•c.
(Dh) Höger-distributiva lagen: För a, b, c ur M gäller det: (a + b)•c = a•c + b•c.
(D) Distributiva lagen: Både Dv och Dh gäller.
(T) Nolldelarfrihet: Om 0 betecknar det neutrala elementet i den additiva operationen, så följer det för alla a, b i M av a•b = 0 att a = 0 eller b = 0.
(U) De neutrala elementen i fråga om addition och multiplikation, 0 och 1, är inte lika.
För var och en av nedanstående strukturer listas de axiom som gäller i ordningsföljden: (additiva axiom | multiplikativa axiom | sammanlänkningsaxiom).
- Ring: axiom (EANIK|EA|D): En additiv abelsk grupp, en multiplikativ halvgrupp.

- Kommutativ ring: axiom (EANIK|EAK|D): Ring med kommutativ multiplikation.

- Ring med etta eller unitär ring: axiom (EANIK|EAN|D): Ring med neutralt element för multiplikationen.

- Nolldelarfri ring: axiom (EANIK|EA|DT): Ring i vilken det av a•b = 0 följer att a = 0 eller b = 0.

- Integritetsområde: axiom (EANIK|EANK|DTU): Kommutativ, unitär, nolldelarfri ring med 1 ≠ 0.

- Alternativkropp: axiom (EANIK|ENI*|DTU): Unitär, nolldelarfri, 1 ≠ 0 och med multiplikativ invers, utom för elementet 0. I stället för den associativa lagen gäller alternativitet för multiplikationen.

- Skevkropp (eller divisionsring): axiom (EANIK|EANI*|DTU): Unitär, nolldelarfri ring med 1 ≠ 0 och med multiplikativa inverser, utom för elementet 0.

- Kropp: axiom (EANIK|EANI*K|DTU): Kommutativ skevkropp, integritetsområde med multiplikativa inverser, utom för elementet 0. – Varje kropp är också ett vektorrum (med sig själv som skalärkropp). Om man definierar en norm eller en skalärprodukt i kroppen får kroppen egenskaperna hos ett normerat rum eller ett inre produktrum – se nedan. - Exempel: talområdena Q, R och C.

En viktig typ av delmängd, som emellertid inte är sluten i avseende på existens av neutralt element för multiplikation, är:
- Ideal.

### Strukturer med två inre operationer: gitter, mängdalgebror och liknande
Ett gitter (eller lattice eller förband) är en algebraisk struktur, sluten under två operationer som inte allmänt kan uppfattas som addition och multiplikation:
(Abs) Absorptionslagar: a {\displaystyle \cap } ( a {\displaystyle \cup } b ) = a, och a {\displaystyle \cup } ( a {\displaystyle \cap } b ) = a.
Med detta axiom får vi strukturerna:
- Gitter: axiom (EAK (för {\displaystyle \cap } )|EAK (för {\displaystyle \cup } )|Abs).
- Distributivt gitter: axiom (EAK (för {\displaystyle \cap } )|EAK (för {\displaystyle \cup } )|Abs,D).

I ett distributivt gitter behöver man bara postulera den ena av absorptionslagarna; den andra följer av distributiviteten.
En Boolesk algebra är ett gitter, i vilken var och en av de båda operatorerna har ett neutralt element, a {\displaystyle \cup } 0 = a och a {\displaystyle \cap } 1 = a, och i vilken varje element har ett komplement med hänsyn till bägge operationerna,
(Kompl) Existensen av ett komplement: Till varje a finns det ett ¬ a, för vilket det gäller att a {\displaystyle \cup } ¬ a = 1 och a {\displaystyle \cap } ¬ a = 0.
Observera att komplementet inte är ett inverst element, eftersom det alltid ger det neutrala elementet till den andra operationen.
- Boolesk algebra: axiom (EAKN (för {\displaystyle \cap } )|EAKN (för {\displaystyle \cup } )|Abs,D,Kompl).
- Mängdalgebra: en boolesk algebra, vars element är mängder, nämligen delmängder till en grundmängd X, med operationerna {\displaystyle \cup } och {\displaystyle \cap }, med nollelementet ø och ett-elementet X.
- σ-Algebra: en för uppräkneligt oändligt många operationer sluten mängdalgebra.
- Måttrum är speciella σ-algebror.
- Borel-algebra omvandlar ett topologiskt rum till ett måttrum: Den är den minsta σ-algebran som en given topologi innehåller.
- Tvåvärdig boolesk algebra: har bara elementen 0 och 1.

### Strukturer med inre och yttre operation: vektorrum och liknande
Dessa strukturen består av en gruppoid i frågan om en som addition betecknad operation (oftast en abelsk grupp) V och ett talområde (en struktur med två "inre" operationer, oftast en kropp) K, vars gruppverkan på V beskrivs som vänstermultiplikation *:K×V→V eller som högermultiplikation *:V×K→V och som (med utgångspunkt från V) uppfattas som yttre operation. Elementen i K kallas skalärer. Följande axiom räcker för att länka samman operationerna (angivet här enbart för vänstermultiplikation):
(Av) Associativa lagen: För a, b i K och v i V: ( a . b ) * v = a * ( b * v ).
(Dh) Distributiva lagen: För a, b i K och v, w i V: a * ( v + w ) = a * v + a * w och ( a + b ) * v = a * v + b * v.
Då får vi följande strukturer listade i ordningen (V | K | sammanlänkningsaxiom):
- Vänstermodul: (abelsk grupp | ring | Av,Dv).
- Högermodul: (abelsk grupp | ring | Ah,Dh) med multiplikation med skalär från höger istället för vänster.
- Modul: (abelsk grupp | kommutativ ring | Avh,Dvh ) med utbytbar höger- eller vänstermultiplikation.
- Vektorrum: (abelsk grupp | kropp | Avh,Dvh) med utbytbar vänster- och högermultiplikation.

### Extra algebraisk struktur på vektorrum
- Lie-algebra: Vektorrum med Lie-klammern som extra antisymmetrisk bilineär operation, []: V×V → V.

- Associativ algebra: Vektorrum med en associativ bilineär operation, V×V → V.

De nedan presenterade inre operationerna skalärprodukt och norm bibringar ett vektorrum en topologisk struktur. (Det kan speciellt vara frågan om en kropp som uppfattas som ett vektorrum.)
- Ett bilineärrum är i det närmaste ett inre produktrum - det krävs dock inte att den inre produkten måste vara positivt definit. Ett viktigt exempel är den speciella relativitetsteorins Minkowski-rum.

- Inre produktrum: vektorrum med en skalärprodukt (en positiv definit bilineär form från R respektive seskvilineär form från C), <>: V×V → K. Det Euklidiska rummet Rn är ett speciellt inre produktrum. Med normen ||x|| = √<x, x> är varje inre produktrum ett normerat rum, och därmed också ett metriskt rum, som följaktligen har topologisk struktur.

- Unitärt rum: ett inre produktrum över C, vars skalärprodukt är en hermitsk form, det vill säga en som uppvisar symmetrin {\displaystyle \langle x,y\rangle ={\overline {\langle y,x\rangle }}} när argumenten växlar plats.

- Normerat rum: vektorrum med en norm ||•||: V → K. Normen kan, men behöver inte, vara given genom en skalärprodukt. Varje normerat rum är också ett metriskt rum och har därför topologisk struktur.

## Ordningsstruktur
- Kvasiordning: reflexiv och transitiv. Exempel: För a, b i C, gäller att a R b ifall |a| ≤ |b| (se Absolutbelopp).

- Delordning (partiell ordning, halvordning. Det kan noteras att den ofta helt enkelt kallas ordning): reflexiv, antisymmetrisk och transitiv. Exempel: delmängdsrelationen på en potensmängd; relationen "komponentenvis mindre än eller lika med" på vektorrummet Rn.

- Sträng halvordning: irreflexiv und transitiv. Exempel: relationen "äkta delmängd" i en potensmängd; relationen "komponentvis mindre än eller lika med, men inte lika" på vektorrummet Rn.

- Total ordning (lineär ordning): total halvordning. Exempel: "Mindre än eller lika med" på Z.

- Sträng totalordning: total, irreflexiv och transitiv. Exempel: "Mindre än" på Z.

- Välgrundad ordning (noethersk ordning): en halvordning, vid vilken varje icke-tom delmängd äger ett minimalt element. Exempel: relationen "lika eller element i" i en mängd av mängder.

- Välordning: total ordning, i vilken varje icke-tom delmängd har ett minimalt element: "Mindre än" på N.

## Topologisk struktur
- Metriska rum är genom sin metrik utrustade med en global geometrisk struktur, som kommer till uttryck i egenskaper såsom att figurer kan vara kongruenta.

De olika topologiska rummen har uppkommit ur bemödanden att bortse från denna globala struktur och enbart klassificera rummets möjliga lokala strukturer. 

## Geometrisk struktur
Klassifikation baserad på vilka axiom som gäller:
- Ordnad geometri: varje geometri, i vilken de första två av Euklides' fem postulat gäller.
- Projektiv geometri
- Affin geometri
- Absolut geometri: varje geometri, i vilken de första fyra av de fem euklidiska postulaten gäller.
- Euklidisk geometri: absolut geometri i vilken parallellpostulatet gäller.
- Icke-euklidisk geometri: absolut geometri i vilken parallellpostulatet inte gäller.

Klassifikation baserad på under vilka transformationsgrupper som vissa geometriska egenskaper är invarianta (Felix Klein):
- Projektiv geometri, invarianter: punkt, rät linje.
- Affin geometri, ytterligare invarianter: parallelitet, delförhållande, ytinnehållsförhållande.
- Likformighetsgeometri, ytterligare invarianter: förhållande mellan sträckor, vinkel.
- Kongruensgeometri, ytterligare invarianter: sträckors längd.

## Talområden
Talområdena är de mängder som man vanligen räknar med. Grundvalen är mängden av de naturliga talen. Som algebraiska operationer tjänar addition och multiplikation. Om man kräver att även de omvända operationerna subtraktion och multiplikation alltid ska vara möjliga, utvidgar man de naturliga talens mängd till mängden av de hela talen, respektive till mängden av alla bråk. De reella talen införs som gränsvärden till talföljder. De gör det bland annat möjligt att beräkna roten ur ett godtyckligt positivt tal. Rötter ur negativa tal leder till de komplexa talens mängd. 
- Mängden av de naturliga talen N används för att räkna antal. De är utgångspunkten när man axiomatiskt bygger upp matematiken. I det följande betraktar vi talet 0 som ett element i N; den motsatta konventionen förekommer också. (N,+) och (N,•) är monoider med de neutrala elementena 0 respektive 1. Addition och multiplikation är, liksom i alla de andra talområdena, distributiva.

- Mängden av heltalen Z uppstår ur N, när man konstruerar de negativa talen som inverser i fråga om addition. (Z,+) är en abelsk grupp, (Z,•) är en monoid, Z är en ring.

- Mängden av de icke-negativa bråken Q+ uppstår ur N, när man konstruerar bråk som multiplikationsinverser. (Q+\{0},•) är då en grupp; (Q+,+) är en monoid.

- Mängden av bråken eller de rationella talen Q uppstår ur Q+ genom tillägg av additionsinverser eller ur Z genom tillägg av multiplikationsinverser. (Q,+) och (Q\{0},•) är abelska grupper. Addition och multiplikation är distributiva; Q är en kropp.

- Mängden av de reella talen R uppstår ur Q genom topologisk komplettering: Ett reellt tal är en ekvivalensklass av Cauchy-följder. R är en kropp.

- Mängden av de komplexa talen C består av par av reella tal (a,b), som med skrivsättet a+bi med i2=−1 uppfyller de vanliga räknereglerna. I C är varje algebraisk ekvation lösbar. C är en kropp.

- Kvaternioner eller Cayley-tal och ytterligare utvidgade talsystem är inte kommutativa i fråga om multiplikation.

Några inskränkta talområden är också viktiga:
- Restklassringen Zm kan uppfattas som en inskränkning av de naturliga talen till mängden {0,1,...,m−1}. Alla räkneoperationer utförs modulo m. Zm är en ring; om m är ett primtal är den även en kropp. I maskinnära programmeringsspråk framställs heltal utan tecken som restklassringar, till exempel med m=216 eller 232.